# Jennifer Freeman
Jennifer Nicole Freeman (Los Angeles, 20 ottobre 1985) è un'attrice statunitense.
Il ruolo che l'ha fatta conoscere al grande pubblico è quello di Claire Kyle nella sit-com Tutto in famiglia con Damon Wayans, ma ha avuto parti secondarie in altri telefilm adolescenziali, come The O.C.

## Vita privata
Il 19 maggio 2009 ha sposato il giocatore di pallacanestro Earl Watson, con cui ha avuto una figlia chiamata Isabella Amora. Nell’agosto del 2010 i due si separano e, dopo una breve riconciliazione avvenuta nel 2011, nel marzo 2015 divorziano ufficialmente.

## Filmografia

### Cinema
- The Visit, regia di Jordan Walker-Pearlman (2000)
- SDF Street Dance Fighters (You Got Served), regia di Chris Stokes (2004)
- Arrivano i Johnson (Johnson Family Vacation), regia di Christopher Erskin (2004)
- Mercy Street, regia di Michael David Trozzo (2006)
- Jada, regia di Robert A. Johnson (2008)
- The Caretaker, regia di Bryce Olson (2008)
- Falling Away, regia di Michael David Trozzo (2010)
- True to the Game, regia di Preston A. Whitmore II (2017)

### Televisione
- The '70s, regia di Peter Werner - film TV (2000)
- Settimo cielo (7th Heaven) – serie TV, episodio 5x02 (2000)
- Even Stevens – serie TV, episodio 1x13 (2000)
- Lizzie McGuire – serie TV, episodio 1x04 (2001)
- Tutto in famiglia (My Wife and Kids) – serie TV, 111 episodi (2001-2005)
- The O.C. – serie TV, episodio 3x02 (2005) - non accreditata
- One on One – serie TV, episodio 5x17 (2006)
- The ½ Hour News Hour – serie TV, episodio 1x15 (2007)
- Real Husbands of Hollywood - serie TV, 4 episodi (2013-2016)
- Tales - serie TV, episodio 1x03 (2017)

## Doppiatrici italiane
- Letizia Scifoni in Tutto in famiglia